# صفصاف أسود
صفصاف أسود (الاسم العلمي: Salix nigra)، هو نوع من الصفصاف موطنه الأصيل في أمريكا الشمالية الشرقية، من نيو برونزويك وجنوب أونتاريو إلى ولاية مينيسوتا، والجنوب إلى شمال فلوريدا وتكساس.